# Andy Sneap

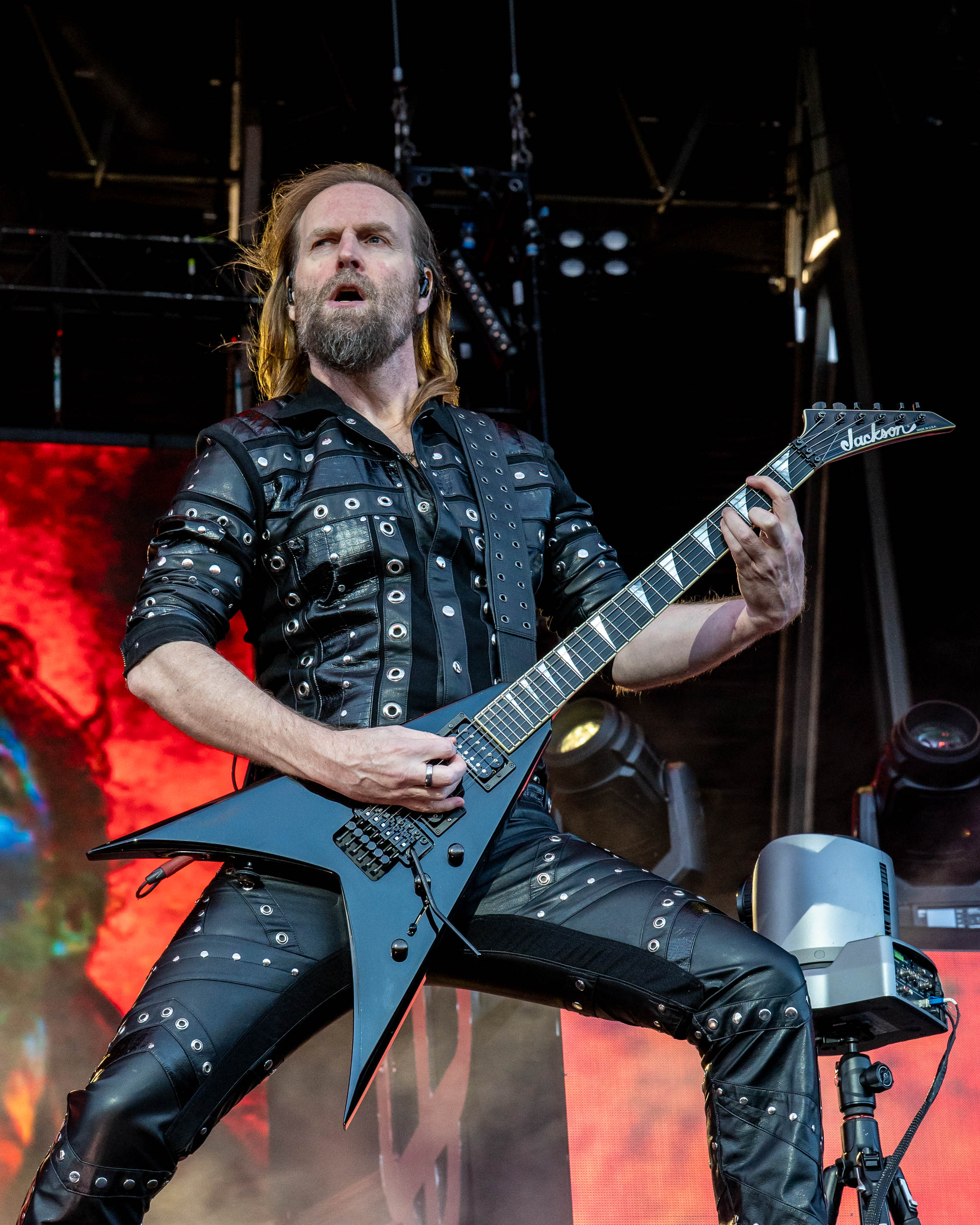
Andy Sneap mit Judas Priest beim Tons of Rock in Oslo, Norwegen, 2024

Andy Sneap (* 18. Juli 1969) ist ein englischer Musikproduzent, Toningenieur, Gitarrist und Komponist. Bekannt ist er für die Produktion vieler Metal-Alben.

## Werdegang
Sneap spielt zudem bei der Band Sabbat, mit der er in den 1980er- und Anfang der 1990er-Jahre drei Alben einspielte. Mit dem Geld, das er durch die Band verdient hatte, kaufte er sich einige Ausrüstung und begann auch mit Live-Engineering. Schließlich arbeitete er in Nottingham in einem größeren Studio, wo er auch Colin Richardson, der Machine Head und Fear Factory produzierte, begegnete. 1994 gründete Sneap in Derbyshire das Backstage Recording Studio, in dem er produziert. 1996 arbeitete er mit Richardson bei Machine Heads The More Things Change… mit. Von 2001 bis 2002 war Sneap zudem Gitarrist bei Fozzy.

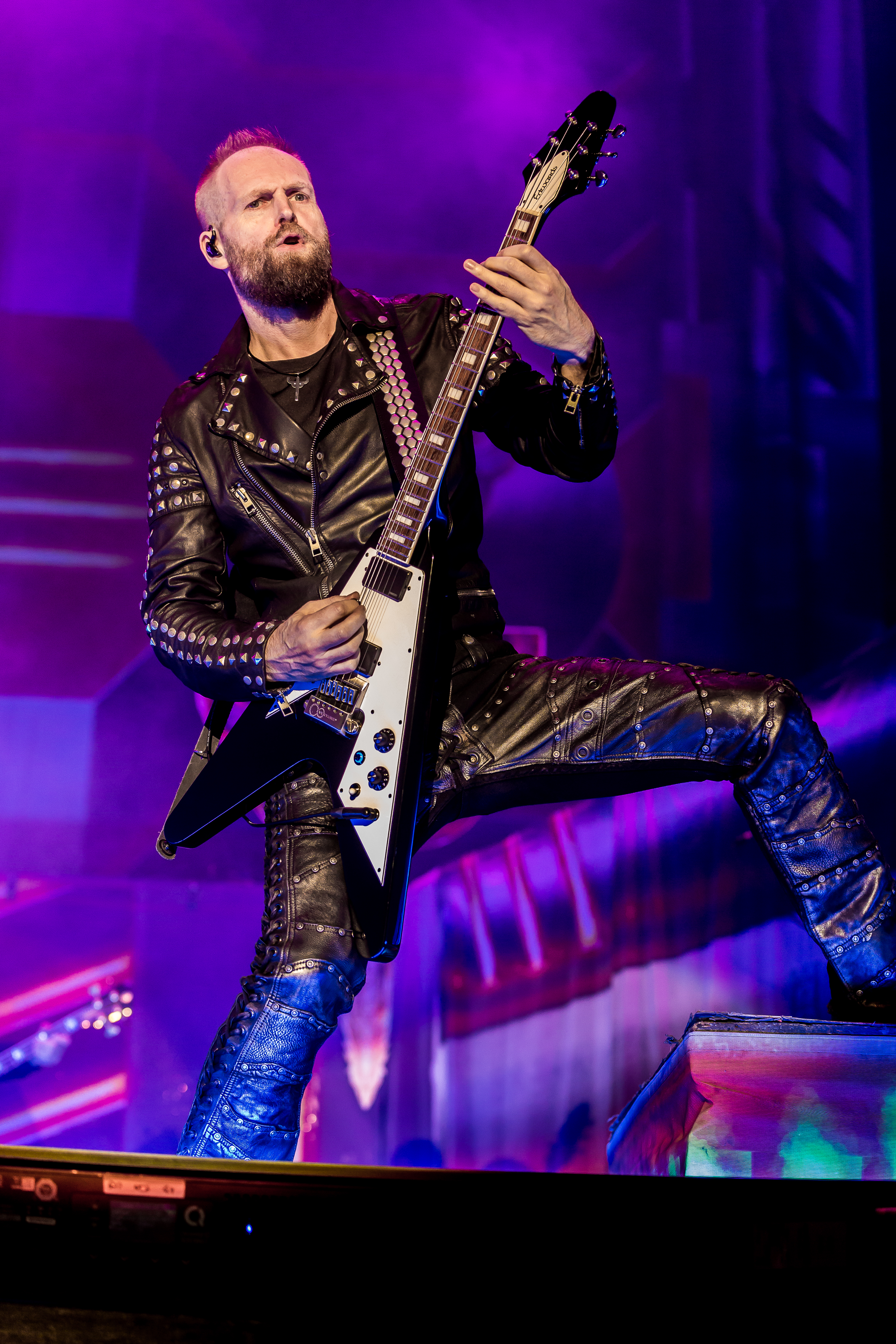
Andy Sneap mit Judas Priest beim With Full Force 2018

Seit 2006 ist Sneap wieder Mitglied der reformierten Band Sabbat, seit 2008 zudem Mitglied der Band Hell, die es schon Anfang der 1980er-Jahre gab, die aber erst 2011 mit Sneap an der Gitarre ihr Debütalbum veröffentlichte. Es stieg auf Platz 46 in die deutschen Charts ein. 2013 erschien das Nachfolgealbum Curse & Chapter.
Für die Firepower Tour 2018 von Judas Priest ersetzte er den an Parkinson erkrankten Glenn Tipton auf dessen persönlichen Wunsch hin. Auch war er Produzent des Firepower-Albums.

## Auszeichnungen
In Schweden erhielt Sneap einen Grammy für den Mix des Opeth-Albums Deliverance. In den USA war er für Grammys für The End of Heartache von Killswitch Engage und  Endgame von Megadeth nominiert.

## Diskografie
Sabbat

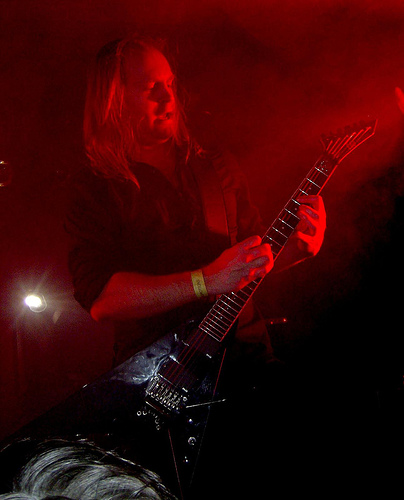
Andy Sneap live mit Sabbat, Bradford 2007

- History of a Time to Come (1988, Noise; Komponist, Gitarre, Remastering)
- Dreamweaver (1989, Noise; Komponist, Gitarre, Remastering)
- Mourning Has Broken (1991, Noise; Komponist, Gitarre)

Hell
- Human Remains (2011, Nuclear Blast; Gitarre, Toningenieur, Produzent, Mix)
- Curse & Chapter (2013, Nuclear Blast; Komponist, Gitarre, Toningenieur, Produzent, Mix)

### Produktion
- Accept – Blood of the Nations, Stalingrad, Blind Rage, The Rise of Chaos, Too Mean to Die, Humanoid
- Amon Amarth – Jomsviking, The Great Heathen Army
- Arch Enemy – Anthems of Rebellion, Dead Eyes See No Future, The Root of All Evil
- Benediction – Grind Bastard
- Blaze Bayley – Silicon Messiah, Tenth Dimension, As Live As It Gets, Blood and Belief
- The Blueprint – zero*zero*one, Ecliptic
- Cathedral – Caravan Beyond Redemption
- Consumed – Breakfast at Pappas, Hit for Six, Pistols at Dawn
- Cradle of Filth – Godspeed on the Devil's Thunder
- Earth Crisis – Breed the Killers
- earthtone9 – arc'tan'gent
- English Dogs – All the Worlds a Rage, Bow to None, What a Wonderful Feeling
- Exit Ten – This World They’ll Drown (Mini-Album)
- Exodus – Tempo of the Damned, The Atrocity Exhibition – Exhibit A, Exhibit B: The Human Condition
- Hecate Enthroned – The Slaughter of Innocence
- Hell – Human Remains
- Iron Monkey – Iron Monkey, Our Problem
- Judas Priest – Firepower
- Kill II This – CDeviate, Trinity
- Kreator – Violent Revolution, Enemy of God
- Machine Head – Through the Ashes of Empires
- Masterplan – Masterplan, Aeronautics
- Megadeth – United Abominations, Endgame
- Nevermore – Dead Heart in a Dead World, This Godless Endeavor
- Onslaught – Killing Peace
- Pissing Razors – Pissing Razors, Cast Down the Plague
- Rise to Addiction – A New Shade of Black for the Soul
- Skinlab – Bound, Gagged and Blindfolded, Disembody: The New Flesh
- Stuck Mojo – Declaration of a Headhunter, HVY1, Rising
- Thorn.Eleven – Thorn.Eleven
- Testament – Dark Roots of Earth

### Mix
- 36 Crazyfists – A Snow Capped Romance, Rest Inside the Flames, The Tide and Its Takers, Collisions and Castaways
- Arch Enemy – Wages of Sin, Doomsday Machine, Live Apocalypse (DVD), Tyrants of the Rising Sun (CD & DVD), The Root of All Evil, Khaos Legions
- Artillery – B.A.C.K.
- As I Lay Dying – Shadows Are Security
- Biomechanical – The Empires of the Worlds
- Caliban – The Opposite From Within, The Undying Darkness
- Chimaira – Resurrection
- Cradle of Filth – Thornography
- Dearly Beheaded – Temptation
- Despised Icon – The Ills of Modern Man
- DevilDriver – The Fury of Our Maker’s Hand (Live-Tracks, Special Edition), The Last Kind Words, Beast
- Dew-Scented – Incinerate
- Dream Theater – A View From the Top of the World
- Entombed – Monkey Puss (Live in London)
- Exodus – Another Lesson in Violence, Shovel Headed Kill Machine, Let There Be Blood, Persona Non Grata
- Fozzy – Fozzy, Happenstance
- Gigantour 2 (CD & DVD)
- Into Eternity – The Scattering of Ashes
- Job for a Cowboy – Genesis
- Killswitch Engage – Alive or Just Breathing, The End of Heartache, Disarm the Descent
- Kreator – Violent Revolution, Live Kreation, Enemy of God Revisited (DVD)
- Living Sacrifice – Conceived in Fire, The Infinite Order
- Machine Head – The More Things Change...
- Megadeth – Warchest (Boxset), Blood in the Water: Live in San Diego (DVD)
- Napalm Death – Breed to Breathe, Inside the Torn Apart
- Nevermore – Dead Heart in a Dead World, Enemies of Reality (Remix), This Godless Endeavor, Year of the Voyager (CD & DVD), The Obsidian Conspiracy
- Opeth – Deliverance, Lamentations (Live at Shepherd's Bush Empire 2003) (DVD)
- Roadrunner United
- Soulfly – The Song Remains Insane (DVD), Conquer
- Skinlab – reVolting Room
- Spiritual Beggars – On Fire
- Testament – The Gathering, First Strike Still Deadly, Live in London, The Formation of Damnation, Dark Roots of Earth, Brotherhood of the Snake, Titans of Creation
- Trivium – Ascendancy
- Unearth – The March